# Сапропель
Сапропе́ль (від грец. σαπρός — «гнилий» і πηλός — «мул», «бруд») — органічні мули, відклади прісних континентальних водоймищ, які містять понад 15 %мас. органічних речовин. Лігніно-гумусовий комплекс, вуглеводні, бітуми й інші в колоїдному стані.
Сапропель — це органо-мінеральний осад, який утворюється в умовах тривалого перебування органічних решток (переважно водоростей, мікроорганізмів, залишків тварин) у воді з низьким вмістом кисню. Він багатий на гумусові речовини, поживні елементи (азот, фосфор, калій, магній) і мікроелементи, що робить його цінним як природне добриво та компонент ґрунтоутворювальних процесів.

## Загальний опис
Желеподібна або зерниста маса від рожевого до коричнювато-оливкового і майже чорного кольору, яка висихаючи твердне та не піддається розмочуванню.
Складається з решток організмів, що населяли товщу води і її поверхню (фітопланктон і зоопланктон), вищих водних рослин (макрофітів) і продуктів їх розпаду, а також розчинених речовин і мінеральних частинок. Формування сапропелю відбувається під впливом біохімічних, мікробіологічних і механічних процесів.
Сапропель — складний органомінеральний комплекс речовин. Елементний склад органічної маси: С — 53-60 %; О — 30-36 %; Н — 6-8 %; S — 1,5-3 %; N — до 6 %. Органічна частина містить від 3-11 % бітумів, до 40 % гумінових і інш. біологічно активних речовин. Мінеральна частина найчастіше представлена глинистими, піщанистими і дрібноалевритовими теригенними чи карбонатними частинками. У мінеральному складі виділяють: алотигенні мінерали — кварц, калієві польові шпати, плагіоклази, біотит, мусковіт і інш.; сингенетичні аутигенні — опал, кальцит, лімоніт, сидерит, ґіпс; діагенетичні — кальцит, сидерит, марказит, пірит, сірка й інші. За вмістом золи розрізняють сапропелі органічні (до 30 %), змішані (30-65 %), мінералізовані (65-85 %). За складом зольної частини — вапняковисті, кремнеземисті і змішані.
Середня густина сапропелю 1050 кг/м³, вміст води — 1,5-30 г/г сухої речовини.

## Поширення
Поширені особливо в середній смузі Європи та Азії. В Америці є в районі Великих озер (Канада, США). В Європі родовища сапропелю виснажені. Вони характерні для водойм Скандинавії, Німеччини, Польщі, Франції, Великої Британії, Литви, Білорусі, України.
В Україні розвідано 274 родовища, запаси яких складають понад 97 млн т, зокрема, до категорії А належать 196 родовищ із запасами 66,1 млн т (2005 р.).
У Чорному морі сапропелі поширені на глибині від 500 до 2200 м, і в різних морфолітологічних зонах вони мають різну товщину. Глибоководноморськими відкладами називаються відклади, що утворилися поза зоною впливу гідрогенних факторів, таких як вітрові хвилі та внутрішні хвилі, а також трансгресивних та регресивних циклів Чорноморського басейну. Тут, за умов відносного застою, можна спостерігати безперервні поперечні перерізи, оскільки ця територія перебувала під рівнем моря протягом усього плейстоцену та голоцену. Глибоководноморські органогенні мінеральні відклади (ГОМО) – це відкладення, що містять понад 3% органічного вуглецю. Сапропелі утворюють єдиний горизонт з постійною товщиною, характерною для Чорноморського басейну. Аналогами сапропелів на континентальному шельфі та верхній частині континентального схилу є зелений алеврито-пелітовий мул, мули з накопиченням рослинного детриту та розкладених черепашок Mytilus galloprovincialis. Перехід від алеврито-пелітових мул до сапропелів є фаціальним. Органічна речовина в сапропелях має неоднорідне походження. Вони складаються переважно з планктогенних організмів (близько 80%) та континентальної органічної речовини (20%). Планктонні організми в більшості випадків добре збереглися в умовах сірководневої зони. Основними компонентами сапропелів є цисти динофлагелятів, діатомові водорості, кокколітофориди, перидиніали. Мінеральна частина сапропелевих мулів представлена полікомпонентною сумішшю глинистих мінералів. Переважають мінерали іліт та монтморилоніт, хлорит та каолініт зустрічаються в підпорядкованих кількостях. Серед них рідко зустрічаються окремі зерна кварцу, польового шпату, вулканічного скла та інших. Карбонатні мінерали представлені переважно кальцитом та доломітом. Загальновизнано, що основним джерелом сірководню в Чорному морі сьогодні є процеси анаеробного розкладання органічної речовини сульфатвідновлювальними бактеріями. Органічна речовина, що закріплюється на дні улоговини у вигляді органогенно-мінеральних осадів (сапропелів), є продуктом масового вимирання біомаси планктону внаслідок Чорноморської повені. Спостерігається надлишок величезної кількості органічної речовини, що створює сприятливі умови для розвитку бактеріальної сульфатредукції.

## Використання
Сапропелі використовуються як кормові добавки для тварин, добриво, для приготування бурових розчинів, як зв'язне. У медицині сапропелева грязь (нативна) використовується в лікувальній (фізіотерапевтичній) практиці для аплікацій, ванн для грязелікування.
Болгарський професор Петко Димитров є автором ідеї використання сапропелевих відкладень з дна Чорного моря як природного екологічного добрива та біологічних продуктів.

## Цікаво
Термін «сапропелеві події» може також стосуватися циклічних океанічних аноксичних подій (ОАЕ), зокрема тих, що впливають на Середземне море з періодичністю близько 21 000 років.
Сапропелі були зареєстровані в середземноморських відкладеннях з моменту закриття східної частини океану Тетіс 13,5 мільйонів років тому. Формування сапропелів у Середземному морі відбувається приблизно кожні 21 000 років і триває від 3000 до 5000 років. Перше виявлення цих подій відбулося в середині 20 століття. Відтоді досліджуються умови їхнього формування.
Поява сапропелів пов'язана з орбітальними параметрами Землі (цикли Міланковича). Цикли прецесії впливають на африканський мусон, який впливає на середземноморську циркуляцію через збільшення надходження прісної води.
Сапропелі розвиваються під час епізодів зниження доступності кисню в придонних водах, таких як океанічна аноксична подія (ОАЕ). Більшість досліджень механізмів формування припускають певний ступінь зниження глибоководної циркуляції. Кисень може досягти глибокого моря лише шляхом нового глибоководного утворення та подальшої «вентиляції» глибоких басейнів. Існує дві основні причини ОАЕ: зниження глибоководної циркуляції або підвищене споживання кисню з верхнього рівня.
Зменшення глибоководної циркуляції зрештою призведе до серйозного зниження концентрації кисню в глибоких водах через біохімічний попит на кисень, пов'язаний з розпадом органічної речовини. Він потрапляє в глибоке море в результаті експорту продукції з поверхневих вод. Виснаження кисню в донних водах сприяє кращому збереженню органічної речовини під час поховання осадовими породженнями. Багаті на органічні речовини осадові породи також можуть утворюватися в добре вентильованих середовищах з високопродуктивними поверхневими водами; тут високий поверхневий попит просто витягує кисень, перш ніж він зможе потрапити в глибоководну циркуляційну течію, тим самим позбавляючи донні води кисню.